# Aleksandr Prokopjew
Aleksandr Jurjewicz Prokopjew, ros. Александр Юрьевич Прокопьев (ur. 10 czerwca 1971 w Moskwie) – rosyjski hokeista, reprezentant Rosji, trener hokejowy.

## Kariera zawodnicza
- Kristałł Elektrostal (1987-1989, 1990)
- Kord Szczokino (1989)
- SKA MWO Kalinin (1989-1990)
- Kristałł Elektrostal (1990, 1991-1993)
  -  CSKA Moskwa / CSKA 2 (1990-1991)
- Dinamo Moskwa (1993-1996)
- HC Vítkovice (1996-1998)
- Dinamo Moskwa (1998-2000)
- Awangard Omsk (2000-2005)
- Chimik Mytiszczi (2005-2006)
- Chimik 2 Mytiszczi (2006)

Pochodzi z Moskwy, jednak na początku kariery grał w Elektrostali. Następnie był przez rok graczem stołecznego CSKA i po dwóch latach przerwy w grze od 1991 przez pięć sezonów był zawodnikiem Dinama Moskwa (w jego barwach dwa lata zdobył mistrzostwo Rosji), przy czym w międzyczasie dwa lata grał w Czechach, a od 2000 do 2005 występował w Awangardzie Omsk i był to jego najlepszy okres w karierze (w 2004 znacząco przyczynił się do zdobycia mistrzostwa Rosji). Grę w hokeja zakończył w klubie z Mytiszczi.
Przez lata w drużynie Awangarda tworzył skuteczny atak, określony później legendarnym: Dmitrij Zatonski (lewoskrzydłowy) – Aleksandr Prokopjew (center) – Maksim Suszynski (prawoskrzydłowy); w kwietniu 2012 trójka wystąpiła jednorazowo ponownie w meczu upamiętniającym tragicznie zmarłego Aleksandra Wjuchina.
W barwach reprezentacji Rosji uczestniczył w turniejach zimowej uniwersjady edycji 1993, mistrzostw świata w 1995, 1997, 1999, 2000, 2001, 2002, 2004.

## Kariera trenerska
- Chimik Mytiszczi (2007-2008) – asystent trenera
- Atłant Mytiszczi (2008-2011) – asystent trenera
- Sieriebrianyje Lwy Petersburg (2011-2012) – asystent trenera
- Sieriebrianyje Lwy Petersburg (2012-2013) – główny trener
- Zwiezda Czechow (2016-2017) – asystent trenera
- Witiaź Podolsk (2018-2019) – asystent trenera
- HK Tambow (2019-2020) – główny trener
- Zauralje Kurgan (2020-2021) – główny trener
- Amur Chabarowsk (2021-2022), asystent trenera
- Mietałłurg Nowokuźnieck (2022-2023), asystent trenera
- Krasnaja Armija Moskwa (2023-), asystent trenera

Po zakończeniu kariery pozostał w Mytiszczi i do 2011 był asystentem trenera w klubie Atłant w rozgrywkach KHL. Od 2011 był asystentem w zespole juniorskim Sieriebrianyje Lwy z Petersburga w lidze Mołodiożnaja Chokkiejnaja Liga, a w czerwcu 2012 został pierwszym trenerem i był nim w sezonie MHL (2012/2013). Od połowy 2016 asystent trenera Dmitrija Jerofiejewa w klubie Zwiezda Czechow w rozgrywkach WHL. W maju 2018 przeszedł do sztabu trenerskiego Witiazia Podolsk. W kwietniu 2019 został głównym trenerem HK Tambow. Na początku marca 2020 ogłoszono jego odejście ze stanowiska. W listopadzie 2020 został trenerem drużyny Zauralje Kurgan. Pod koniec września 2021 został pomocnikiem głównego trenera w Amurze Chabarowsk, Michaiła Krawca. W lipcu 2022 wszedł do sztabu klubu Mietałłurga Nowokuźnieck, skąd odszedł wiosną 2023. W połowie 2023 wszedł do sztabu juniorskiego klubu Krasnaja Armija Moskwa.

## Sukcesy
Reprezentacyjne
- Złoty medal zimowej uniwersjady: 1993
- Srebrny medal mistrzostw świata: 2002

Klubowe
- Złoty medal mistrzostw Rosji: 1995, 2000 z Dinamem Moskwa, 2004 z Awangardem Omsk
- Brązowy medal mistrzostw Rosji: 1996, 1999 z Dinamem Moskwa
- Srebrny medal mistrzostw Czech: 1997 z HC Vítkovice
- Brązowy medal mistrzostw Czech: 1998 z HC Vítkovice
- Srebrny medal mistrzostw Rosji: 2001 z Awangardem Omsk
- Puchar Mistrzów: 2005 z Awangardem Omsk

Indywidualne
- Superliga rosyjska w hokeju na lodzie (2001/2002):
  - Nagroda Najlepsza Trójka dla tercetu najskuteczniejszych strzelców ligi (oraz Maksim Suszynski i Dmitrij Zatonski) - łącznie 56 goli
- Superliga rosyjska w hokeju na lodzie (2003/2004):
  - Drugie miejsce w klasyfikacji kanadyjskiej w sezonie zasadniczym: 57 punktów
  - Nagroda Najlepsza Trójka dla tercetu najskuteczniejszych strzelców ligi (oraz Maksim Suszynski i Dmitrij Zatonski) - łącznie 62 gole
  - Pierwsze miejsce w klasyfikacji strzelców w fazie play-off: 7 goli
  - Drugie miejsce w klasyfikacji kanadyjskiej w fazie play-off: 8 punktów
  - Nagroda Mistrz Play-off: 8 punktów (7 goli i 1 asysta) w 11 meczach
  - Złoty Kask (przyznawany sześciu zawodnikom wybranym do składu gwiazd sezonu)
- Superliga rosyjska w hokeju na lodzie (2004/2005):
  - Nagroda Najlepsza Trójka dla tercetu najskuteczniejszych strzelców ligi (oraz Maksim Suszynski i Dmitrij Zatonski) - łącznie 43 gole
  - Nagroda Żelazny Człowiek - najwięcej rozegranych meczów w ostatnich trzech sezonach: 199
- Puchar Mistrzów IIHF 2005:
  - Trzecie miejsce w klasyfikacji asystentów turnieju: 4 asysty

Rekord
- Najwięcej meczów w reprezentacji Rosji: 156[15]

Wyróżnienie
- Zasłużony Mistrz Sportu Rosji w hokeju na lodzie: 2002